# 20. pařížský obvod
20. pařížský obvod (francouzsky: 20e arrondissement de Paris) též nazývaný obvod Ménilmontant (Arrondissement de Ménilmontant) je městský obvod v Paříži. Jeho název je odvozen od jména bývalé vesnice Ménilmontant, která byla spolu se sousedními obcemi Belleville a Charonne připojena v roce 1860 k Paříži a tvoří současný obvod.

## Poloha
20. obvod leží na pravém břehu řeky Seiny. Na jihu hraničí s 12. obvodem (jejich hranici tvoří ulice Cours de Vincennes), na západě jej oddělují od 11. obvodu bulváry Belleville, Ménilmontant a Charonne, na severu tvoří hranici s 19. obvodem ulice Rue de Belleville a na východě sousedí přes boulevard périphérique s předměstími Les Lilas, Bagnolet a Montreuil.

## Demografie
V roce 2006 měl obvod 193 205 obyvatel, což znamená po 15. obvodu druhý nejvyšší počet. Hustota zalidnění činila 32 309 obyvatel na km2. V roce 1999 zde žilo 182 952 obyvatel, tedy 8,3% pařížské populace.

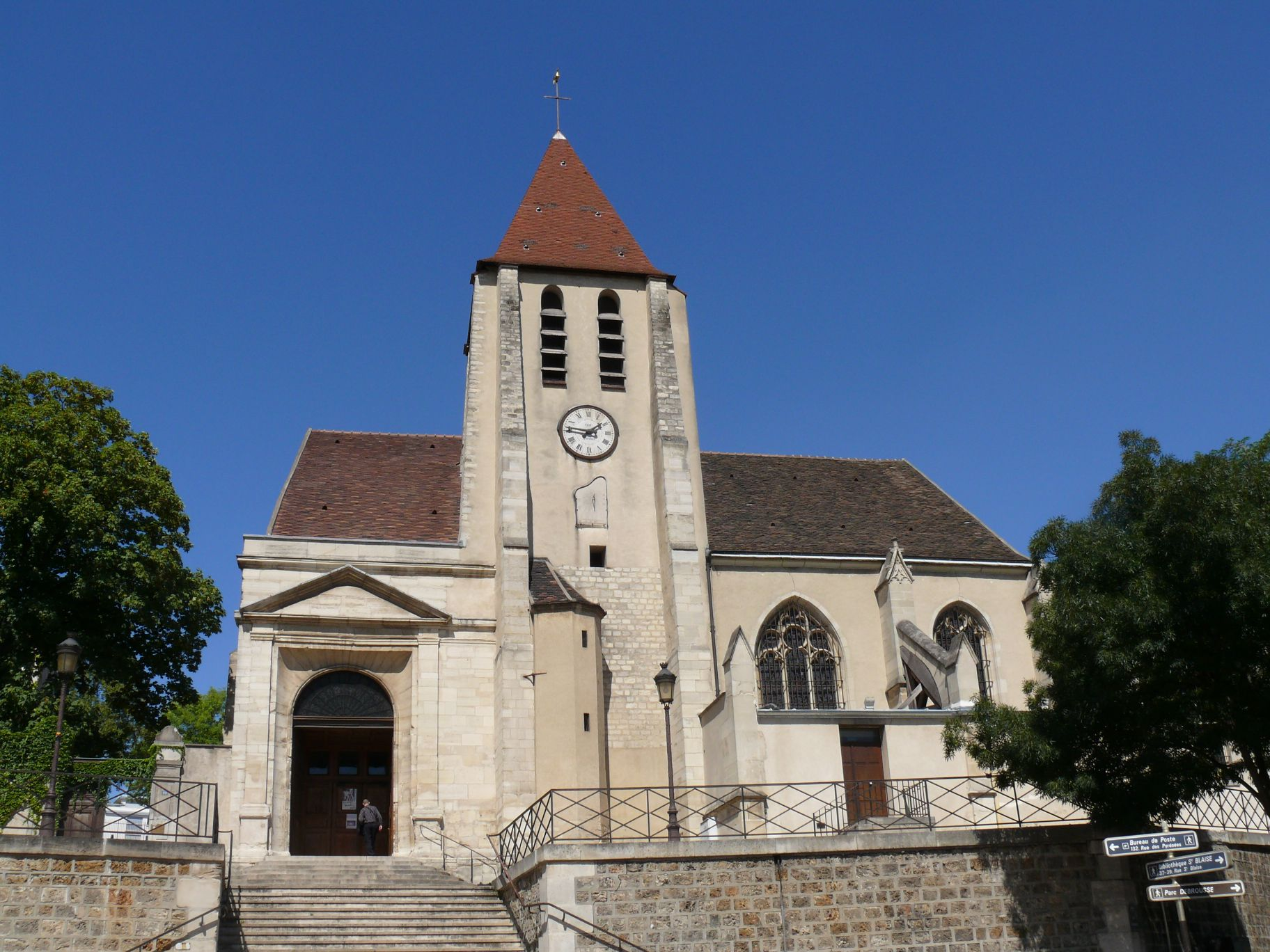
Saint-Germain-de-Charonne

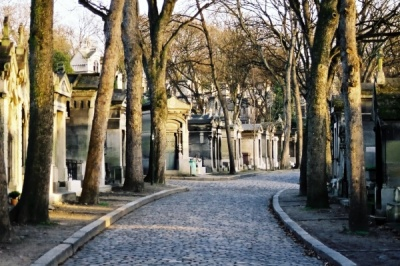
Hřbitov Père-Lachaise

| Rok sčítání | Počet obyvatel | Hustota zalidnění [ob./km²] |
| ----------- | -------------- | --------------------------- |
| 1936        | 208 115        | 34 779                      |
| 1962        | 199 310        | 33 307                      |
| 1968        | 188 921        | 31 571                      |
| 1975        | 175 795        | 29 378                      |
| 1982        | 171 971        | 28 738                      |
| 1990        | 184 478        | 30 829                      |
| 1999        | 182 952        | 30 594                      |
| 2006        | 193 205        | 32 309                      |

## Politika a správa
Radnice 20. obvodu se nachází na náměstí Place Gambetta č. 6. Současnou starostkou je od roku 2008 Frédérique Calandra za Socialistickou stranu.

## Městské čtvrti
Tento obvod se dělí na následující administrativní celky:
- Quartier de Belleville
- Quartier Saint-Fargeau
- Quartier du Père-Lachaise
- Quartier de Charonne

Podle oficiálního číslování pařížských městských čtvrtí mají tyto čtvrtě čísla 77-80.

## Pamětihodnosti
Církevní stavby:
- Kostel Notre-Dame-de-la-Croix de Ménilmontant – historická památka z let 1863–1880
- Kostel Notre-Dame-des-Otages – pseudorománský kostel z roku 1938
- Kostel svatého Cyrila a Metoděje – kostel luteránské církve z roku 1933
- Kostel svatého Gabriela
- Kostel Saint-Germain-de-Charonne – kostel původně z 12. století, přestavěn v 18. století
- Kostel svatého Jana Bosca – vystavěn v letech 1933–1937
- Kostel Eucharistického Srdce Ježíšova – kostel z roku 1938
- Synagoga Belleville

Zajímavá prostranství:
- Hřbitov Père-Lachaise

## 20. obvod v kultuře
Ve filmu Paris je t'aime je 20. obvodu věnována patnáctá povídka Père-Lachaise, kterou režíroval Wes Craven.